# Paraclius utahensis
Paraclius utahensis är en tvåvingeart som beskrevs av Harmston och Frank Hall Knowlton 1946. Paraclius utahensis ingår i släktet Paraclius och familjen styltflugor.
Artens utbredningsområde är Utah. Inga underarter finns listade i Catalogue of Life.